# 滑膜炎
滑膜炎是滑膜發炎的醫學術語。滑膜內襯具有空腔的關節，稱為滑液關節。滑膜炎常造成疼痛，尤其是在關節活動時。由於滑液的增生累積，關節通常會腫脹。
滑膜炎可能與關節炎、紅斑性狼瘡、痛風等疾病有關。與其他種類的關節炎相比，類風濕性關節炎更常見滑膜炎，所以滑膜炎可以幫助鑑別，儘管許多患有骨關節炎的關節也有滑膜炎。長期的滑膜炎可導致關節退化。

## 症狀
滑膜炎會引起關節壓痛、疼痛、腫脹、硬塊（稱為結節）。與類風濕性關節炎相關時，腫脹相對於壓痛是更好的指標。

## 診斷
首先要確認疼痛是否在關節內部（滑膜炎），或其實在關節之外（如肌腱炎）。確定診斷常需要進行影像檢查，例如核磁共振檢查或肌肉骨骼超音波檢查。

## 治療
症狀可以用抗發炎藥如非類固醇消炎止痛藥治療。可以用類固醇做關節注射。具體治療方式取決於滑膜炎的根本病因。

## 外部連結
- DermAtlas -1087962730